# Sophronica bettoni
Sophronica bettoni là một loài bọ cánh cứng trong họ Cerambycidae.